# Didier Défago
Didier Défago (* 2. října 1977, Morgins, Švýcarsko) je bývalý švýcarský reprezentant v alpském lyžování, olympijský vítěz ve sjezdu ze Zimních olympijských her 2010 ve Vancouveru a mistr Švýcarska ve sjezdu (2003) a Super G (2004).
Na juniorském mistrovství světa 1996 ve švýcarském Hoch-Ybrigu získal tři medaile, zlatou v Super G, stříbrnou v kombinaci a bronzovou v obřím slalomu. K roku 2010 dosáhl nejlepších výsledků ve Světovém poháru 2008/2009, kde v celkové klasifikaci skončil na 6. místě a na 3. pozici pak v Super G i sjezdu. V této sezóně vyhrál dva slavné sjezdy za sebou, a to ve Wengenu a Kitzbühelu.

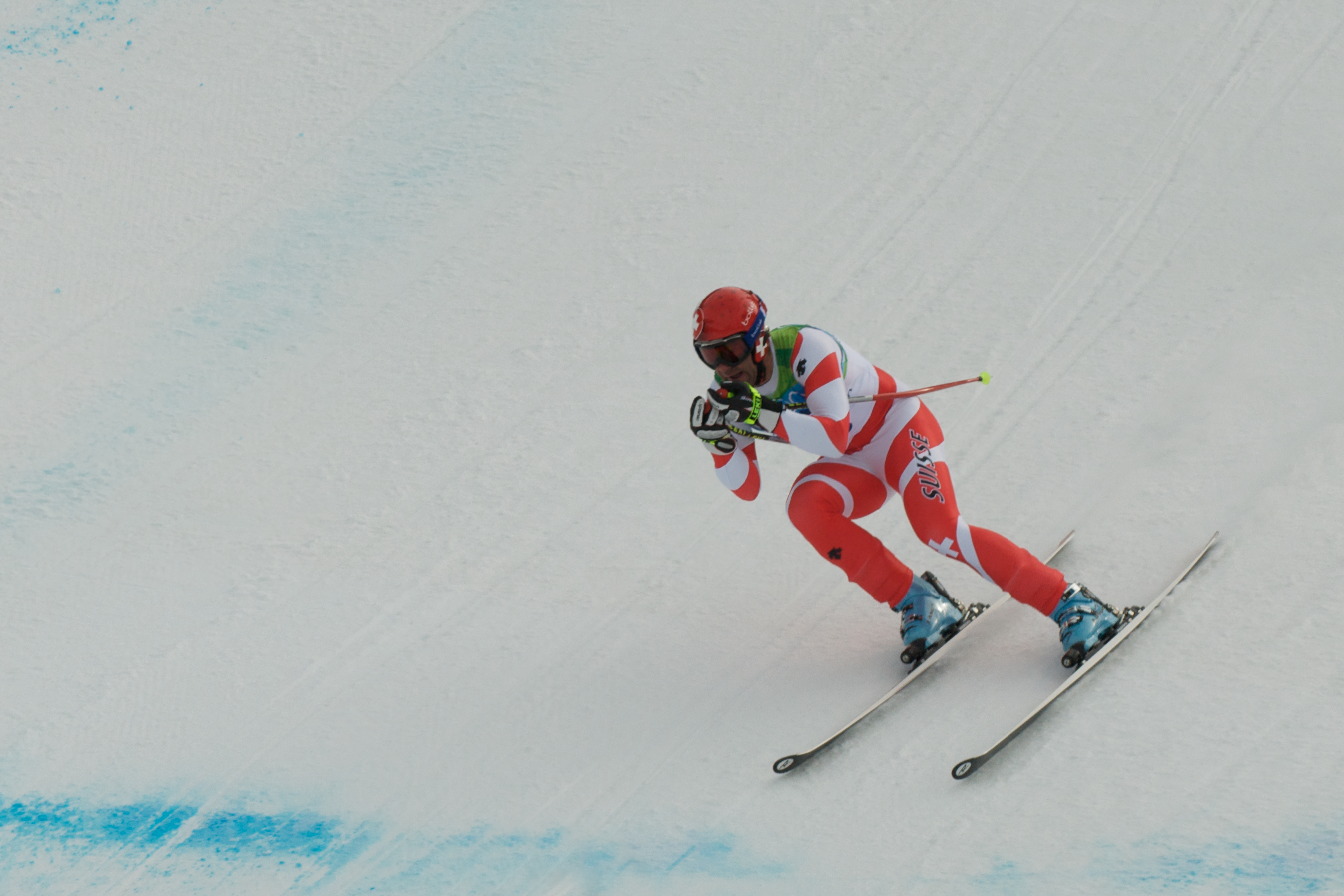
Didier Défago při svém vítězství ve sjezdu na ZOH 2010

## Vítězství ve Světovém poháru a na ZOH
| Datum             | Událost            | Místo       | Závod   |
| ----------------- | ------------------ | ----------- | ------- |
| 20. prosince 2002 | Světový pohár 2003 | Val Gardena | Super-G |
| 18. ledna 2009    | Světový pohár 2009 | Wengen      | sjezd   |
| 24. ledna 2009    | Světový pohár 2009 | Kitzbühel   | sjezd   |
| 15. února 2010    | ZOH 2010 Vancouver | Vancouver   | sjezd   |

## Pořadí ve Světovém poháru
| Sezóna/Pořadí | Sezóna/Pořadí | Celkově | Celkově | Sjezd  | Sjezd | Super G | Super G | Obr.slalom | Obr.slalom | Slalom | Slalom | Kombinace | Kombinace |
| ------------- | ------------- | ------- | ------- | ------ | ----- | ------- | ------- | ---------- | ---------- | ------ | ------ | --------- | --------- |
| Sezóna/Pořadí | Sezóna/Pořadí | Pořadí  | Body    | Pořadí | Body  | Pořadí  | Body    | Pořadí     | Body       | Pořadí | Body   | Pořadí    | Body      |
| 1995/96       | 1995/96       | 126.    | 16      | -      | -     | 38.     | 16      | -          | -          | -      | -      | -         | -         |
| 1997/98       | 1997/98       | 138.    | 3       | -      | -     | -       | -       | 54.        | 3          | -      | -      | -         | -         |
| 1998/99       | 1998/99       | 93.     | 31      | -      | -     | 29.     | 31      | -          | -          | -      | -      | -         | -         |
| 1999/00       | 1999/00       | 27.     | 294     | 39.    | 28    | 16.     | 102     | 15.        | 164        | -      | -      | -         | -         |
| 2000/01       | 2000/01       | 24.     | 315     | 17.    | 123   | 13.     | 90      | 23.        | 102        | -      | -      | -         | -         |
| 2001/02       | 2001/02       | 14.     | 429     | 34.    | 36    | 7.      | 202     | 13.        | 141        | -      | -      | 7.        | 50        |
| 2002/03       | 2002/03       | 11.     | 579     | 18.    | 159   | 7.      | 180     | 11.        | 171        | 53.    | 9      | 7.        | 60        |
| 2003/04       | 2003/04       | 32.     | 281     | 21.    | 147   | 26.     | 46      | 31.        | 52         | -      | -      | 13.       | 36        |
| 2004/05       | 2004/05       | 6.      | 684     | 15.    | 185   | 4.      | 286     | 14.        | 153        | -      | -      | 3.        | 60        |
| 2005/06       | 2005/06       | 15.     | 543     | 9.     | 246   | 22.     | 94      | 21.        | 92         | 52.    | 16     | 9.        | 95        |
| 2006/07       | 2006/07       | 14.     | 515     | 21.    | 158   | 14.     | 100     | 9.         | 163        | -      | -      | 15.       | 94        |
| 2007/08       | 2007/08       | 9.      | 645     | 9.     | 225   | 4.      | 262     | 18.        | 107        | -      | -      | 21.       | 51        |
| 2008/09       | 2008/09       | 6.      | 738     | 3.     | 363   | 3.      | 242     | 20.        | 97         | -      | -      | 20.       | 36        |